# علائية
علائية هو اسم سلجوقي لمدينة ألانيا، وقد اشُتق اسم هذه المدينة من اسم السلطان كيقباد الأول. ويُشار بعلائية إلى اسم إمارة حكمت هذه المنطقة من 1293م إلى 1471م تابعة لإمارة قرمان بعد أن فقد سلاجقة الروم السيطرة على المناطق التي كانوا يحكمونها نتيجة هزيمتهم من قِبَل الإمبراطورية المغولية في معركة جبل كوسه سنة 1242م.